# Torneo Interbritannico 1960
Il Torneo Interbritannico 1960 fu la sessantacinquesima edizione del torneo di calcio conteso tra le Home Nations dell'arcipelago britannico. Il torneo fu vinto congiuntamente dall'Inghilterra, dalla Scozia e dal Galles.

## Risultati
| Data             | Luogo   | Squadra 1        | Risultato | Squadra 2        |
| ---------------- | ------- | ---------------- | --------- | ---------------- |
| 3 ottobre 1959   | Belfast | Irlanda del Nord | 0 - 4     | Scozia           |
| 17 ottobre 1959  | Cardiff | Galles           | 1 - 1     | Inghilterra      |
| 4 novembre 1959  | Glasgow | Scozia           | 1 - 1     | Galles           |
| 18 novembre 1959 | Londra  | Inghilterra      | 2 - 1     | Irlanda del Nord |
| 6 aprile 1960    | Wrexham | Galles           | 3 - 2     | Irlanda del Nord |
| 9 aprile 1960    | Glasgow | Scozia           | 1 - 1     | Inghilterra      |

## Classifica
| Pos | Squadra          | Pti | G | V | N | P | GF | GS |
| --- | ---------------- | --- | - | - | - | - | -- | -- |
| 1   | Scozia           | 4   | 3 | 1 | 2 | 0 | 6  | 2  |
| 1   | Inghilterra      | 4   | 3 | 1 | 2 | 0 | 4  | 3  |
| 1   | Galles           | 4   | 3 | 1 | 2 | 0 | 5  | 4  |
| 4   | Irlanda del Nord | 0   | 3 | 0 | 0 | 3 | 3  | 9  |